# Macrostemum saundersii
Macrostemum saundersii là một loài Trichoptera trong họ Hydropsychidae. Chúng phân bố ở miền Australasia.